# Wasilij Tur
Wasilij Pietrowicz Tur (ros. Василий Петрович Тур, ur. 1907 w Kupiańsku, zm. w grudniu 1978 w Dnieprodzierżyńsku) – funkcjonariusz radzieckich organów bezpieczeństwa, pułkownik, szef Zarządu NKWD obwodu mińskiego (1941).

## Życiorys
Od lutego 1922 do czerwca 1926 uczeń szkoły fabrycznej w Krasnym Łymaniu, od 1928 w WKP(b), od września 1929 do lipca 1932 w wojskach OGPU, od lipca 1932 do lutego 1936 w pracowniach mechanicznych Moskiewskiego Elektromechanicznego Instytutu Inżynierów Transportu, od lutego 1936 do września 1938 służył w Armii Czerwonej jako starszy politruk. Od września 1938 do lutego 1939 elew Akademii Wojskowo-Politycznej Armii Czerwonej, od 2 kwietnia 1939 do 12 lutego 1941 zastępca szefa Wydziału Specjalnego NKWD Białoruskiego/Zachodniego Okręgu Wojskowego, od 4 lutego 1939 kapitan bezpieczeństwa państwowego, od 12 lutego do 15 marca 1941 szef Zarządu NKWD obwodu mińskiego. Od 18 kwietnia do 1 lipca 1941 szef Zarządu NKGB obwodu witebskiego, od lipca do września 1941 w rezerwie, od września 1941 szef Wydziału do Walki z Bandytyzmem NKWD Kabardyno-Bałkarskiej ASRR, później zastępca ludowego komisarza bezpieczeństwa państwowego tej republiki, 11 lutego 1943 mianowany podpułkownikiem. Od listopada 1943 do stycznia 1944 zastępca ludowego komisarza Kałmuckiej ASRR ds. kadr, od stycznia do maja 1944 zastępca szefa Zarządu NKGB obwodu astrachańskiego ds. kadr, od 31 marca 1944 pułkownik, od maja 1944 do grudnia 1946 zastępca szefa Zarządu NKGB/MGB obwodu mohylewskiego, od grudnia 1946 do sierpnia 1948 zastępca szefa Zarządu MGB obwodu brzeskiego, od sierpnia 1948 do grudnia 1951 zastępca szefa Zarządu MGB obwodu dniepropetrowskiego, od lutego do czerwca 1952 szef Oddziału 15 Oddziału Milicji w Krzywym Rogu, od czerwca 1952 do marca 1953 zastępca szefa Zarządu MGB obwodu pskowskiego ds. milicji, od marca 1953 do lutego 1957 szef Zarządu Milicji Zarządu MWD/Zarządu Spraw Wewnętrznych Komitetu Wykonawczego Pskowskiej Rady Obwodowej, od lutego do sierpnia 1957 na emeryturze, od sierpnia 1958 do lipca 1961 szef wydziału fabryki nawozów w Dnieprodzierżyńsku, od lipca 1961 do kwietnia 1962 technik odcinka budowlanego nr 56 ds. zaopatrzenia w Eupatorii, od kwietnia 1962 do marca 1963 ponownie na emeryturze, od marca 1963 do grudnia 1966 kierownik warsztatu przedsiębiorstwa nr 11 w Dniepropetrowsku, od grudnia 1966 do stycznia 1968 kierownik warsztatu Naddnieprzańskiej Fabryki Chemicznej, od stycznia 1968 do lutego 1969 ponownie na emeryturze, od lutego 1969 do śmierci pracownik warsztatu remontu samochodów w Dnieprodzierżyńsku. Odznaczony Orderem Czerwonego Sztandaru i Orderem Czerwonej Gwiazdy.